# Magdanly
Magdanly (do 2008 roku Gowurdak) – miasto we wschodnim Turkmenistanie, w wilajecie lebapskim, w etrapie Köýtendag. W 2022 roku liczyło ok. 44,5 tys. mieszkańców.
W 1989 roku liczba mieszkańców wynosiła ok. 22,1 tys.